# Джонні Кейдж
Джонні Кейдж (англ. Johnny Cage) — персонаж серії ігор  Mortal Kombat . Нащадок середземноморської військової секти. Популярний актор Голлівуду

## Опис
Джонні Кейдж (він же Джон Карлтон) — суперзірка бойових мистецтв, яким він навчався у великих майстрів по всьому світу. Він застосував свій талант на великому екрані, знявшись у багатьох крупнобюджетних фільмах, таких як «Кулак Дракона» і «Кулак Дракона 2». Але його бентежило те, що багато критиків вважали, наче — звичайна кінозірка, а без використання дублера і спецефектів — взагалі ніхто. Щоб довести, що він дійсно майстер бойових мистецтв, Кейдж вирішує взяти участь в турнірі. 

## Зовнішність
Як кінозірка вищого рівня, Джонні воліє яскраво виглядати. Але це не означає, що він повинен ходити в світських костюмах завжди. В першому Mortal Kombat Джонні одягнений лише в шорти чорного кольору з червоним поясом і білі кросівки. З аксесуарів у нього є тільки окуляри. Надалі Джонні не міняв основний тон одягу. Він завжди носив одяг спортивного характеру (кросівки, шорти, спортивні штани), а його аксесуари також ставилися до спорту (еластичні бинти, чемпіонський пояс та інші). І тільки в сюжетній лінії гри 2011, Джонні одягнений в стильний діловий костюм, так як у грі він спершу постає легковажним і несерйозним людиною, думаючим, що даний турнір легка розвага.

## Участь у турнірах Mortal Kombat

### Mortal Kombat(1992)
У Джонні не було ніяких планів з порятунку Земного Царства на турнірі. Він взяв участь лише з однією метою — довести критикам і скептикам, що він справжній майстер бойових мистецтв.

### Mortal Kombat II
Після турніру Шанг Цзунга Джонні Кейдж не зник. Він пішов за Лю Кенгом в Зовнішній світ. Там він брав участь у турнірі, який підтримав баланс існування Землі. Але під час вторгнення Шао Кана на Землю (події МК3), Джонні загинув від рук Шао Кана.

### Mortal Kombat 4
Побачивши з небес, як його друзі ведуть бій проти Шіннока і Куан Чі, він просить Лорда Рейдена повернути йому життя. У Рейдена це виходить — Джонні знаходить тіло і знову повертається до своїх друзів, допомагаючи їм позбавити Землю від нової загрози.

### Mortal Kombat: Deadly Alliance
Фатальною битвою для Джонні Кейджа і його друзів стає битва зі Смертельним Альянсом. Разом з іншими Захисниками Земного Царства він гине в сутичці з полчищами таркатанів, а пізніше воскрешається Королем Онаґою, який за допомогою чаклунства Тані контролює розум героїв і перетворює їх на своїх рабів. Але дух Лю Кенга, за допомогою Єрмака звільняє своїх друзів від чар Темряви, і Земля отримує своїх захисників назад.

### Mortal Kombat: Armageddon
Джонні Кейдж пригнічений тим, що його друг Лю Кенг був мертвий, а Лорд Рейден, незмінний лідер і наставник, зазнав змін після переродження і став жорстоким. Тоді у нього і почалися видіння, в яких він бачив ворога, якого вони перемогли роки тому — Шіннока. Видіння за видінням допомогли Джонні Кейджу вистежити злого Бога, який знову возз'єднався з Куан Чі. Вони готують захоплення Зовнішнього Світу і збирають армію темряви. Джонні дочекався, коли Куан Чі піде, і напав на Шіннока, але тому вдалося втекти. Наближається Армагеддон …
Закінчення у MK: A — після перемоги над Блейзом Джонні отримав силу Бога — надлюдську силу і невразливість, але головне новий погляд на своє життя. Джонні відмовляється від свого способу життя багатої кінозірки і за допомогою ченців Шаоліня досягає просвітління.

### Mortal Kombat (2011)
Як тільки останні залишки Шао Кана зникли, Джонні відчув себе дивно, наче він позбувся контролю над своїм тілом. Раптово, потужна сила вирвалася з нього, руйнуючи все навколо. Джонні звернувся за допомогою до Рейдена і Найтвулф, але їх зусилля не допомогли зупинити раптові спалахи руйнування. У відчаї Рейден відправив Джонні в Світ Порядку — Сейдо, де його навчили контролювати свої сили. Джонні Кейдж перетвориться на могутнього воїна за межею уяви простих смертних.

## Добивання

### Фаталіті
- Джонні аперкотом зносить ворогові голову. У МК, МКII і версії МКТ на Nintendo 64 можна було відбивати голову до 3-х разів. (МК, МКII, МКТ , МК4, MKG, MKSM)
- Джонні відриває верхню половину супротивника. (МКII, МК4, MKG, MKSM)
- Джонні кладе супротивника собі на спину і ламає з такою силою що той розлітається на шматки. (МКТ, крім версії для N64)
- Джонні робить тіньової удар, який вибиває половину ворога від колін до живота. (МКТ для N64)
- Джонні сідає на шпагат і б'є противника в пах, поки не відбиває все «гідність» ворога. Потім Джонні робить ще один удар, який розбиває жертву надвоє. (MKSM)
- Джонні кулаком б'є у підборіддя противника, від цього голова супротивника відлітає на підлогу, Джонні відриває верхню половину тіла і б'є нею об землю, від удару голова підлітає і Джонні її ловить і показує всім. (MK 2011)
- Джонні розбиває голову ворога надвоє, після чого вбиває в отвір статуетку Оскара і штовхає супротивника пальцем. (MK2011)
- Джонні вдаряє противника по обличчю, від чого той розгортається спиною. У цей момент Джонні двома руками розриває грудну клітку противнику і дивиться через утворену дірку в камеру, вимовляючи «Here is Johnny!»., Що є відсиланням до фільму  Сяйво. (MKX)

### Анімаліті
- Джонні перетворюється на кенгуру і ногами б'є противника, від чого той відлітає за екран.

### Бейбаліті
- Аналогічно своєму Френдшіпу Джонні підписує папірець, але на ній зображена не його фотографія, а каракуля, ним же і намальована. (МК2011)

### Френдшіп
- Джонні підписує свою фотографію з написом «To my greatest fan» (Моєму найбільшому фанату) і кидає на екран. (МКII, МКТ)

## Згадки в інших творах
Спочатку роль Джонні Кейджа у фільмі-адаптації  Смертельна битва  повинен був зіграти Брендон Лі, однак той загинув на зйомках фільму  Ворон, тому режисер  Пол Андерсон призначив на цю роль Лінден Ешбі. Як не дивно, але саме роль Джонні Кейджа увічнила ім'я актора. Вона сподобалася до душі і глядачам, і затятим фанатам серії. Все було через те, що особистість Кейджа найбільше відповідала особистості Жан-Клод Ван Дамм а, по прототипу якого і створювався персонаж.
У фільмі-сіквелі Смертельна битва 2: Винищення роль Джонні Кейджа виконав Кріс Конрад.